# Morinda umbellata
Morinda umbellata är en måreväxtart som beskrevs av Carl von Linné. Morinda umbellata ingår i släktet Morinda och familjen måreväxter.

## Underarter
Arten delas in i följande underarter:
- M. u. boninensis
- M. u. obovata
- M. u. umbellata
- M. u. papuana